# Polo aquático nos Jogos Olímpicos de Verão de 1904
O torneio de pólo aquático nos Jogos Olímpicos de Verão de 1904 foi realizado em Saint Louis, Estados Unidos. Como na edição anterior, clubes representaram as nações nos Jogos olímpicos, sendo que apenas times dos Estados Unidos intervieram na disputa de 1904.

## Masculino
| Ouro | Prata | Bronze |
| Estados Unidos New York Athletic Club David Bratton George Van Cleaf Leo Goodwin Louis Handley David Hesser Joseph Ruddy James Steen | Estados Unidos Chicago Athletic Association Rex Beach Jerome Steever Edwin Paul Swatek Charles Healy Frank Kehoe David Hammond William Tuttle | Estados Unidos Missouri Athletic Club John Meyers Manfred Toeppen Gwynne Evans Amedee Reyburn Fred Schreiner Augustus Goessling William Orthwein |